# Atli el Delgado
Atli el Delgado (nórdico antiguo: Atli hinn Mjovi) también Atli Húndólfsson (845 - 870) fue un jarl del siglo IX en Noruega que se menciona en varias fuentes literarias medievales, incluidas Heimskringla, saga de Egil y saga Flóamanna. Atli gobernaba Gaular durante el reinado de Audbjorn de Fjordane.
Atli era hijo de Húndólfur (n. 805), también jarl de Gaular en Fjordane. Su hermana se llamaba Salvör Húndólfsdóttir, esposa del rey Harald Gulskeg (barba dorada) de Sogn. Tuvo lazos de amistad con el rey Halfdan el Negro de Vestfold y lo acompañó en varias de sus expediciones. En particular, Atli le acompañó cuando, tras declarar Harald Gulskeg (ya anciano) heredero a su nieto Harald (hijo de Halfdan), murió y poco después también su hija Ragnhild (esposa de Halfdan y madre de Harald) y a la primavera siguiente el joven rey enfermó y también falleció. Cuando Halfdan supo de la muerte de su hijo viajó a Sogn, reclamó el título de rey y sin resistencia ni oposición sumó el territorio a su reino.
Atli gobernó Sogn durante el reinado de Harald I de Noruega. Se le menciona en la saga de Egil relacionado con el famoso escaldo Olvir Hnufa, el tío abuelo de Egill Skallagrímsson. Durante el thing en Gaular, Olvir se enamoró de Solveig Atladóttir, hija de Atli, pero el jarl se negó a conceder permiso para que se casara con la muchacha, y fue un golpe tan duro para él que abandonó su vida vikinga para estar al lado de su amada. Como escaldo de gran talento, compuso un número de poemas de amor para Solveig. Por razones que no se revelan en la saga, pero probablemente relacionado con el cortejo a Solveig, Olvir fue atacado por los hermanos de Solveig y lo dejaron medio muerto en su casa, justo tras la conquista de Møre del rey Harald. 
Los hijos de Atli: Hasteinn, Hólmsteinn y Hersteinn, eran famosos vikingos que navegaron con los hermanastros Hjörleifr Hródmarsson e Ingólfur Arnarson. Ellos sucumbieron a la hermana de  Ingolfur, Helga, quien finalmente se casó con Hjörleifur. Esto provocó una severa enemistad y dos de los hijos de Atli fueron matados y sus antiguos aliados tuvieron que escapar hacia Islandia, siendo los primeros pobladores permanentes de la isla.
Tras la segunda batalla de Solskjell y conquista de Møre y Fjordane, el gobierno de los nuevos territorios fue asignado a Rognvald Eysteinsson y Hákon Grjótgarðsson. Hákon y Atli pronto entrarían en conflicto por Sogn y lucharon en una batalla de Fjaler, en la bahía de Stafaness, en la cual Hákon murió. Atli fue seriamente herido en la batalla y llevado a una isla cercana, donde también murió.